# Tropes de Míssils de Designació Estratègica de la Federació Russa
Les Tropes de Míssils de Designació Estratègica de la Federació de Rússia (rus: Ракетные войска стратегического назначения Российской Федерации, (РВСН РФ) transliterat: Rakétnye voyská strateguícheskogo naznachéniya Rossíyskoy Federátsii i abreujat com RVSN RF) són un comandament de les Forces Armades de la Federació de Rússia que controla els seus míssils balístics intercontinentals terrestres. Van ser formades per l'URSS el 17 de desembre del 1959 com una branca independent dins de les Forces Armades Soviètiques. Constitueixen un element essencial de la doctrina de defensa nacional russa, i la major força nuclear operativa, superant àmpliament a l'arsenal combinat de la resta de les nacions del món.
L'armament de les tropes estratègiques de míssils consisteix en míssils balístics intercontinentals, de base mòbil o fixa, amb ogives nuclears.

## Arsenal

Localització de les divisions de les Forces de Míssils Estratègics de Rússia cap a 2017 segons l'Agència d'Intel·ligència de la Defensa

El gran emblema de les tropes estratègiques de míssils de Rússia

Bandera de les tropes estratègiques de míssils de Rússia

A principis del 2015 les Forces de Míssils Estratègics russes disposaven de 305 míssils declarats, capaços de lliurar més de mil caps termonuclears en qualsevol punt de l'Hemisferi Nord i bona part de l'Hemisferi Sud en menys de mitja hora. Es considera a aquesta força capaç d'aniquilar per si sola a qualsevol nació o aliança de nacions contemporànies, la qual cosa la converteix en un dels jugadors principals de la guerra nuclear.
Només el Comandament Espacial de la Força Aèria dels Estats Units gaudeix d'una força semblant, encara que inferior, amb 764 caps per als seus míssils Minuteman III. Molt més enrere es troba el Segon Cos d'Artilleria de la Xina.
Igual que la major part de les Forces Armades de Rússia, des de la dissolució de l'URSS les Forces de Míssils Estratègics han sofert restriccions en l'accés als recursos econòmics i materials. No obstant això, el Govern rus considera aquesta Força com a component central de la seva doctrina de defensa, per la qual cosa ha estat prioritzada per permetre la renovació constant de les seves armes i mitjans. Particularment, s'ha fet gran esforç a dotar-la de tecnologies capaces de derrotar els sistemes antimíssil nord-americans i mantenir així la seva capacitat dissuasiva.
Les tropes estratègiques de míssils de Rússia es complementen amb els bombarders nuclears de la 37ª Força Aèria i els submarins llançadors de míssils balístics de l'Armada de Rússia, totalitzant un arsenal de 3.113 caps termonuclears estratègics actives. Aquesta xifra no inclou les armes nuclears tàctiques, que incrementarien el nombre de caps actius a 5.192 sobre un total de més de 14.000 disponibles.
El 2015 la força s'actualitza amb els míssils RS-24 i pròximament ho farà amb els RS-26 i Sarmat.

## Desplegament
La caserna general de les tropes estratègiques de míssils de Rússia es troba en el districte de Kúntsevo del Ókrug Occidental de la ciutat de Moscou. El comandament operacional alternatiu es troba sota 350 metres de granit a la muntanya Kosvinkski dels Urals.
L'ordre de batalla de les tropes estratègiques de míssils era el següent a principis de 2015:
- 27º Exèrcit de Míssils de la Guàrdia (caserna general a Vladímir)
  - 98º Esquadró Separat Mixt d'Aviació.
  - 7ª Divisió de Míssils de la Guàrdia en Výpolzovo, amb 18 Tópol mòbils.
  - 14ª Divisió de Míssils aIoixkar-Olà amb 9 Tópol mòbils.
  - 54ª Divisió de Míssils de la Guàrdia en Teikovo amb 18 Tópol M i "diverses desenes" de RS-24 Yars mòbils.
  - 60ª Divisió de Míssils en Tatíschevo amb 40 UR-100NUTTH (SS-19 Stiletto) i 60 Tópol M, a sitges.
- 31º Exèrcit de Míssils (caserna general al microdistricte Rostoshi d'Orenburg)
  - 102º Esquadró Separat Mixt d'Aviació.
  - 13ª Divisió de Míssils de l'Estendard Roig a Dombárovski, óblast d'Orenburg, amb 18 R-36M2 (SS-18 Satán/Voivoda) i possibles variants experimentals del UR-100NUTTH amb ogives de velocitat final hipersònica (projecte 4202).[5] Està previst que els R-36M2 siguin reemplaçats pels nous RS-28 Sarmat (denominació OTAN: SS-30 Satán-2) quan aquests entrin en servei.[6]
  - 42ª Divisió de Míssils aNijni Taguil amb 15 RS-24 Yars mòbils.
- 33º Exèrcit de Míssils de la Guàrdia (caserna general en Omsk)
  - 105º Esquadró Separat Mixt d'Aviació.
  - 35ª Divisió de Míssils a Barnaül amb 36 Tópol mòbils.
  - 39ª Divisió de Míssils de la Guàrdia a Novossibirsk amb RS-24 Yars mòbils.
  - 62ª Divisió de Míssils en Uzhur amb 28 R-36M2 en sitges. També seran reemplaçats pels nous RS-28 Sarmat quan estiguin disponibles.